# 阪急4050形電車
阪急4050形電車（はんきゅう4050がたでんしゃ）は、阪急電鉄が1982年に導入した救援用の制御車である。
本項ではブレーキシステムと連結器を改造した4250形電車（車両番号変更なし）についても記述する。

## 概要
1982年に登場した救援車で、老朽化した救援用電動貨車（4203・4208・4501）の代替、また救援車の車種統一のため、廃車となった920系969 - 972の車体を改造した両運転台式の制御貨車である。出動の際は他の電車と連結する。
車両番号は4050 - 4053となり、西宮・平井・正雀・桂の各車庫に配置された。

## 導入時の改造
種車は付随車だったため、運転台が新たに設置された。屋根上機器は全て撤去され、廃車発生品の前照灯と回転灯が設置された。製造当初は黒一色の塗装だったが、各車庫への配属前に黄色の警戒帯が追加塗装された。
高架区間や橋梁上などでの作業の容易化を図るため、妻面には大型の内開き戸を設け、天井に設置されたレール式のチェーンブロックによる機材積み降ろしが可能な構造となっている。

## 導入以後の変遷
台車は種車のH50を装着していたが、後に全車ともアルストーム式のFS324Aへ換装され、方向幕を設置する改造も行われている。
当初は全車とも電磁直通ブレーキ（HSC）車で自動連結器を使用していたが、一部の車両は併結車両の関係から電気指令式ブレーキへの改造と密着連結器への交換が実施された。この改造車は4250形に区分され、2012年時点で4050・4051・4053の3両が改造されているが、車両番号に変更はない。
1997年4月に車両としては除籍され、各車庫の機材扱いとなった。
2023年10月1日終車後（10月2日未明）に桂車庫所属の4053が線路閉鎖のうえで、京都線所属の8300系8312F（6両編成）に牽引され、正雀に廃車のため回送された。
その後4052・4053は廃車となり、正雀工場から解体場所まで輸送された。残りの4050・4051も2024年11月に廃車となり、形式消滅となった。

## 配置
車番の「*」は4250形。
| 番号  | 配置 | 種車 |
| ----- | ---- | ---- |
| 4050* | 西宮 | 969  |
| 4051* | 平井 | 970  |
| 4052  | 正雀 | 971  |
| 4053* | 桂   | 972  |